# آفانانته
آفانانته (نام علمی: Aphananthe) نام یک سرده از تیره شاهدانگان است.